# Scoliodon laticaudus
Scoliodon laticaudus là một loài cá mập trong họ Carcharhinidae. Loài này phổ biến ở vùng biển nhiệt đới của Ấn Độ Dương và phía tây Thái Bình Dương, nơi chúng hình thành các đàn lớn ở vùng nước nông.